# Казаков, Александр Ильич (1900—1961)
Александр Ильич Казаков (1900—1961) — старшина Рабоче-крестьянской Красной Армии, участник Великой Отечественной войны, Герой Советского Союза (1946).

## Биография
Александр Казаков родился 9 февраля 1900 года в Харькове. Получил начальное образование. В 1917 году Казаков добровольно пошёл на службу в Красную Гвардию, позднее вступил в Рабоче-крестьянскую Красную Армию. Участвовал в боях Гражданской войны. В 1922 году Казаков был демобилизован. Работал в органах милиции, затем финансовым инспектором.
В 1941 году Казаков повторно был призван в армию. С того же года — на фронтах Великой Отечественной войны. В марте 1943 года в боях за Харьков был ранен. К июлю 1944 года гвардии младший сержант Александр Казаков командовал пулемётным взводом 306-го гвардейского зенитного артиллерийского полка 2-й гвардейской зенитной артиллерийской дивизии 1-го Белорусского фронта. Отличился во время освобождения Белорусской ССР.
6 июля 1944 года в бою у деревни Большие Жуховичи Кореличского района Гродненской области Казаков пулемётным огнём уничтожил более 20 солдат и офицеров противника, сорвав атаку противника. 7 июля он с бойцами своего взвода сбил немецкий бомбардировщик. 22 июля у деревни Рудавец к северо-западу от Бреста Казаков со своим взводом отразил несколько немецких контратак, лично уничтожил 6 немецких солдат. 27 июля 1944 года взвод Казакова прикрывал выход из боя кавалерийского полка. В тех боях Казаков получил тяжёлое ранение. После излечения вернулся на фронт. Конец войны встретил в Германии.
Указом Президиума Верховного Совета СССР от 15 мая 1946 года за «образцовое выполнение боевых заданий командования на фронте борьбы с немецкими захватчиками и проявленные при этом мужество и героизм» гвардии младший сержант Александр Казаков был удостоен высокого звания Героя Советского Союза с вручением ордена Ленина и медали «Золотая Звезда» за номером 6687.
После окончания войны в звании старшины Казаков был демобилизован. Вернулся в Харьков. Умер 27 декабря 1961 года, похоронен на харьковском кладбище № 5.
Был также награждён орденами Отечественной войны 1-й степени, Красной Звезды, Славы 2-й и 3-й степеней, рядом медалей.